# 동인지
동인지(同人誌)는 취미, 경향 등이 같은 사람들끼리 모여 기획·집필·편집·발행하는 잡지, 만화, 소설 등의 자비출판물을 이르는 말이다. 일반적으로 아마추어들이 출판하며, 실험적인 작품들이 많이 나오는 경향이 있다. 전문 창작자들도 일반적인 출판 산업 바깥에서 동인지를 출간하기도 한다. 동인지를 출간하는 사람들을 동인이라 부른다. 동인지는 학술·사상·정치·문학 등 각 분야에 걸쳐 출간되고 있다.
동인잡지는 일반시민층에서 나온 학자·작가들의 집필자가 등장할 수 있는 근대시민사회를 전제로 하여 성립된 것이다. 그러나, 출판활동이 자본주의적 경영의 대상이 되고나서부터 동인잡지는 잡지출판의 주도적 지위를 잃고 상업출판에 의하여 충족되지 않는 공백을 메우는 역할을 하고 있다.
현대의 동인지들은 동인지 즉매회에서 배포되며, 이 중 최대는 도쿄 빅 사이트에서 매년 여름과 겨울 개최되는 코믹마켓이다. 이곳에서는 참가자들에 의해 수많은 동인지들이 거래된다. 다른 창작자의 작품에 기반한 동인 제작은 저작권 소송의 위험을 줄이기 위해 소수로, 저가로 판매된다. 이는 수요가 많은 유능한 제작자와 동인 서클의 동인지들이 다 팔리기 전에 운 좋게 손에 넣을 수 있는 기회를 주기도 한다.

## 문학 동인지
유럽과 미국에서는 18~19세기부터 동인잡지가 발행되었다. 그리고, 20세기에 이르러 동인잡지의 존재가 재평가되었다. 특히, 제1차 세계 대전 이후 유럽이나 미국에서 문명의 기계화에 반항하는 사상가나 작가들이 영리를 목적으로 하지 않는 잡지를 발행함으로써 소수자의 사상 전파에 노력하였다. 예를 들면, 포드가 중심이 된 잉글리쉬(1908년)와 메리 부처가 중심이 된 시그나티아(1916년) 등이 유명하다.
일본에서의 동인지는 메이지 시대 초인 1874년부터 발간된 메이로쿠잣시(明六雑誌)를 그 시초라고 한다. 일본 최초의 소설 동인지는 1885년 작가 오자키 고요와 야마다 비묘(山田美妙)가 창간한 가라쿠타분코(我楽多文庫)이다. 문학 동인 출판은 쇼와 시대 초반에 최대에 이르렀으며, 이 시기 동인지는 창조적 신인들의 표현의 장이 되었다. 동인지는 주로 작가들의 소모임이나 친구 사이에서 출간되어 배포되었으며, 사소설의 등장과 발달에 크게 기여했다. 제2차 세계 대전 전후, 동인지의 표현의 장으로서의 역할은 줄어들고, 이러한 역할들은 군조(群像), 분가쿠카이 등의 문학지들이 맡게 되었다. 하지만 1933년부터 1966년까지 발간된 분게이슈토(文芸首都) 등의 예외도 있었다. 하이쿠나 단카 등을 다루는 동인지들은 현재에도 발간되고 있다.
한국에서는 현대문학의 초창기라고 할 수 있는 3·1운동 전후에 동인지 운동이 활발하였다. 1919년 2월 도쿄에서 김동인 등이 중심이 되어 창조를 발행하였으며, 이것이 동인지의 효시이자 현대문학으로 전환하는 역할을 하였다. 뒤이어 1920년 염상섭·오상순·황석우·남궁벽·김억 등이 중심이 되어 폐허를 창간하였다. 이들은 낭만주의·이상주의적 경향과 함께 퇴폐적이며 세기말적인 흐름을 띠고 있었으나, 1923년까지 2호만을 발행하는 데 그쳤다. 그 후 1922년 낭만파에 속하는 홍사용·이상화·박영희·박종화·나도향·현진건 등이 중심이 되어 순문학 동인지 백조를 간행하였으나 2호 발행에 그쳤다. 그 후 1930년에 김영랑·박용철이 시문학을 창간하였다. 청록파인 조지훈·박두진·박목월을 비롯하여 김종한·임옥인 등이 활약한 김연만(金鍊萬) 발행의 문장(1939~1941년)이 창간되었고, 이와 때를 같이하여 최재서를 중심으로 인문평론(1938년)이 창간됨으로써 문장 지와 쌍벽을 이루었다. 한국 현대문학의 발전은 동인지가 주도하였다고도 한다.

## 만화 동인지
1970년대 일본 복사기 분야에서의 기술적 발달로 인해 만화 동인지 발간이 증가한 것으로 알려져 있다. 이 시기, 만화 편집자들은 만화가들이 대중 시장의 요구를 따르도록 했으며, 이는 동인지에서도 마찬가지였던 것으로 보인다. 1980년대에는, 동인지의 내용들이 주로 창작에서 다른 창작물 시리즈들의 패러디로 변화했다. 이는 최초의 동인지 즉매회로서 1975년 시작된 코믹마켓의 인기 증대와 시기적으로 겹친다.
지난 10년 동안, 동인지 제작의 규모는 크게 확대되어, 수많은 창작자들과 팬들을 끌어모으게 되었다. 개인 출판 기술의 발달 또한 동인 작가들이 작품을 제작, 출간, 홍보하기 쉽게 하여 이러한 확장을 가속화했다. 예를 들어, 현대의 동인지들은 디지털 매체를 통해 배포되기도 한다. 2008년, 오타쿠 산업 백서가 출간되었으며, 여기에서는 2007년도의 총 동인지 판매 수익을 277억 3천만 엔으로, 오타쿠 시장에서의 전체 지출 중 14.9%로 추산했다.
많은 동인지들이 원작을 변형한 제작물이며 동인지 작가들은 원작자의 허가를 거의 구하지 않기에 일본 저작권법에서 논쟁이 되고 있으나, 코믹마켓은 현재도 매년 두 차례 개최되고 있으며 매회 50만 명 수준의 인원들을 불러들이고 있다. 동인지는 열정적인 만화가들이 연습을 할 표현의 장을 만들고, 유능한 동인지 제작자들과 출판계를 연결함으로써 상업 만화 시장에 도움이 될 수 있다. 이러한 관행은 1980년대부터 이어져 왔다.
동인지에 대한 법적 분쟁에서는 두 건의 큰 사건이 있다. 1999년, 포켓몬스터 성인 동인지 작가가 닌텐도 사에 의해 고소당했다. 이 사건은 동인지에 대한 파문과 일본 저작권법에 대한 분석이 이루어지게 했다. 이 당시, 법적 분석으로는 동인지가 아마추어들의 일시적인 행사를 위해 제작될 뿐이고 상업적 시장에서 판매되지는 않기 때문에 가볍게 다루어졌다. 2006년, 현재에도 계속되고 있는 도라에몽 시리즈의 "결말"을 다룬 동인지의 작가는 후지코 후지오에 의해 직접 경고를 받았다. 동인지는 실제 도라에몽 만화와 혼동될 정도로 비슷해 보였다. 동인지 작가는 동인지 배포를 중단하고 자발적으로 후지코에게 배상했다. 당시 도라에몽 편집자는 동인지는 큰 문제가 되지 않는다고 언급했다.

동인 마크

동인 마크(同人マーク)는 법적 문제를 줄이기 위해 만들어졌다. 크리에이티브 커먼즈 라이선스에서 영감을 얻은 저작권 라이선스로, 이 라이선스를 최초로 인정한 것은 아카마츠 켄의 UQ HOLDER! 주간 소년 매거진 2013년 8월 28일 연재분이다.
현재 대한민국에서는 주로 코믹월드, ACA, 서드플레이스 등의, 일본에서는 코믹마켓 등의 동인지 즉매회가 이루어지고 있다. 코믹마켓은 세계 최대의 동인지 즉매회로, 일본 도쿄에서 매해 여름과 겨울 두 차례 개최된다. 제1회 코믹마켓은 1975년 12월 개최되었으며, 당시 32개 서클 및 600명의 인원이 참가했다. 이 중 80% 가량이 여성이었으나, 이후 남성 참가자들의 비중이 증가했다. 1982년까지도 참가 인원이 채 1만 명이 되지 않았으나, 이는 1989년 10만 명 이상으로 증가했다. 참가 인원의 빠른 증가는 동인지 작가들이 수천 권의 작품들을 판매하고, 취미 생활을 통해 돈을 꽤 벌 수 있게 해 주었다. 이후 참가 인원은 50만 명 수준까지 증가했다. 수많은 참가자들이 동인지들을 거래하기 위해 코믹마켓을 찾는다.

## 같이 보기
- 동인
- 동인 소프트웨어
- 동인 게임
- 동인 음악
- 자비출판